# Peziza flavida
Peziza flavida är en svampart som först beskrevs av William Phillips, och fick sitt nu gällande namn av M.M. Moser ex D.C. Pant 1993. Peziza flavida ingår i släktet Peziza och familjen Pezizaceae.   Inga underarter finns listade i Catalogue of Life.